# Пантелеймонівська церква (Суми)
Пантелеймонівська церква — храм колишнього православного чоловічого монастиря, що був розташований в Сумах, на вул. Роменській. Його комплекс складався з Пантелеймонівської церкви, двоповерхового корпусу та сторожки.

## Опис
Колишній Пантелеймонівський монастир був розташований на околиці Сум, яка має назву Свищ. Ансамбль монастиря складався з Пантелеймонівської церкви, духовного училища та сторожки.
Пантелеймонівська церква спроєктована архітектором Олексієм Щусєвим і збудована у псковсько-новгородському стилі (XII — XIII ст.), двобанна та лаконічна в своїй архітектурі. Будівля прямокутна в плані, чотиристовпна. Вікна витягнуті, з поглибленим обрамленням. Із заходу до храму примикає двоярусна дзвіниця, також під західною частиною знаходиться підвал. Куполи церкви шоломоподібні. Головний вхід має портал, який виготовлений у вигляді арки.
Духовне училище, колишній архієрейський корпус, являє собою двоповерхову, прямокутну в плані будівлю. Проректор Сумської Духовної Семінарії - архімандрит Антоній (Бондаренко).

## Історія
Для постійного проживання в Сумах вікарного єпископа було розпочато будівництво архієрейського подвір'я, композиційним центром якого став храм в ім'я Св. Пантелеймона, побудований в 1911 році за проєктом відомого академіка архітектури Олексія Щусєва.
В 1920 році архієрейське подвір'я займав чоловічий монастир.
На початку 1930-их Пантелеймонівський монастир було закрито. З часу його закриття і до 1963 року богослужіння проводили в Пантелеймонівській церкві. У 1980 році церкву намагалися перебудувати під планетарій, але в 1990-му церкву, архієрейський корпус та сторожку було повернено церковній громаді.
Завдяки капітальному ремонту приміщення церкви, храм набув майже первозданного вигляду.

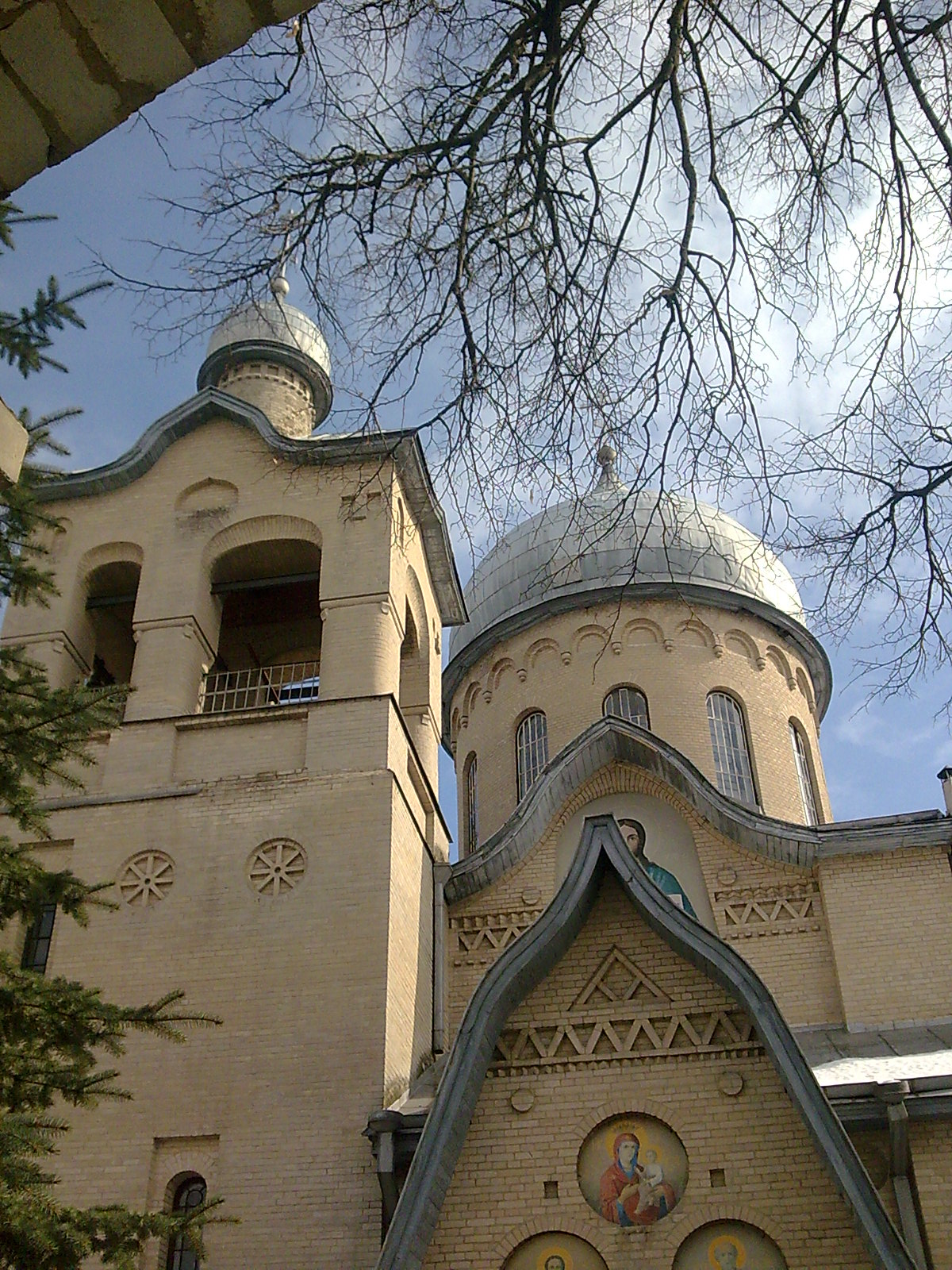
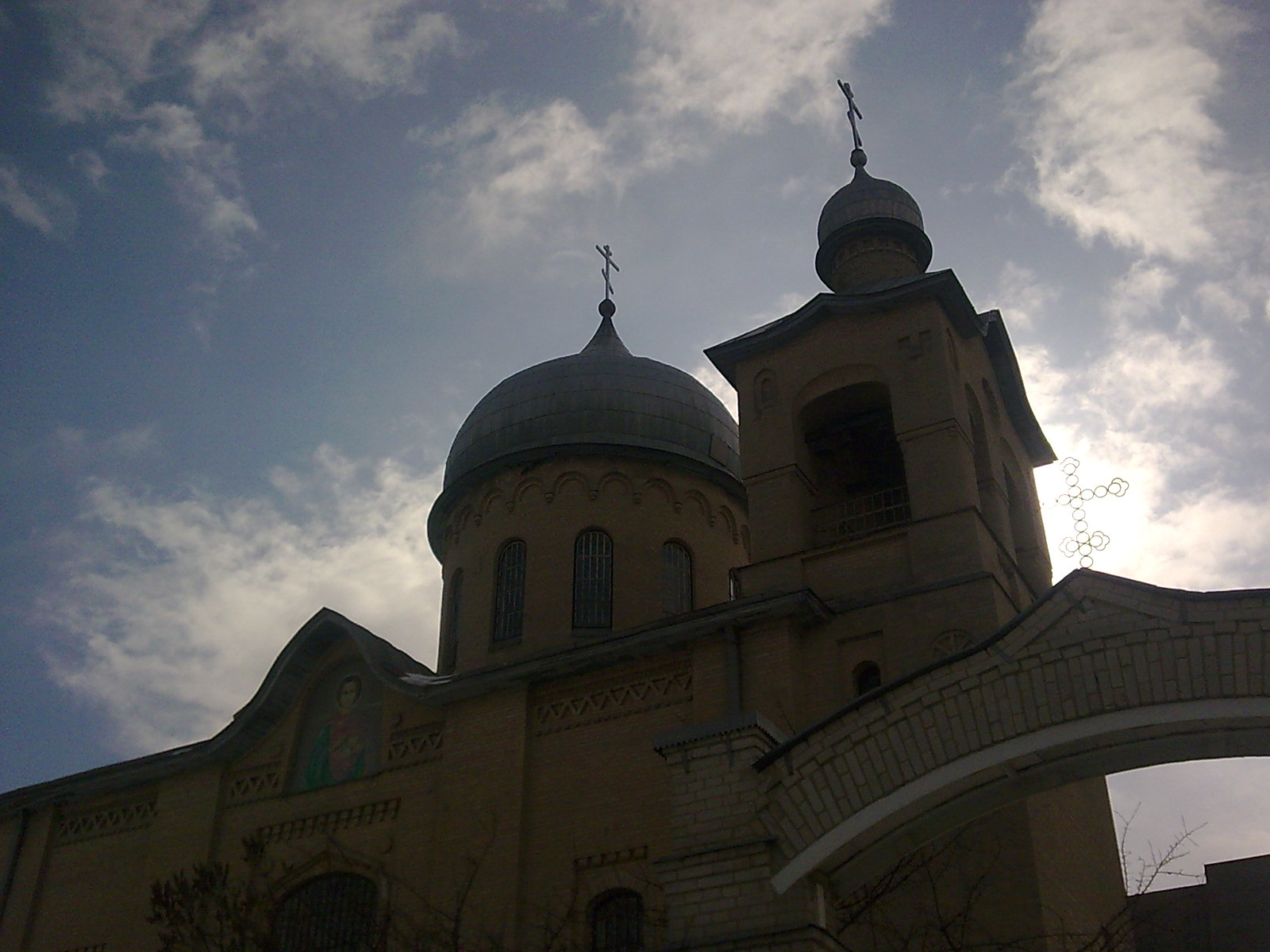
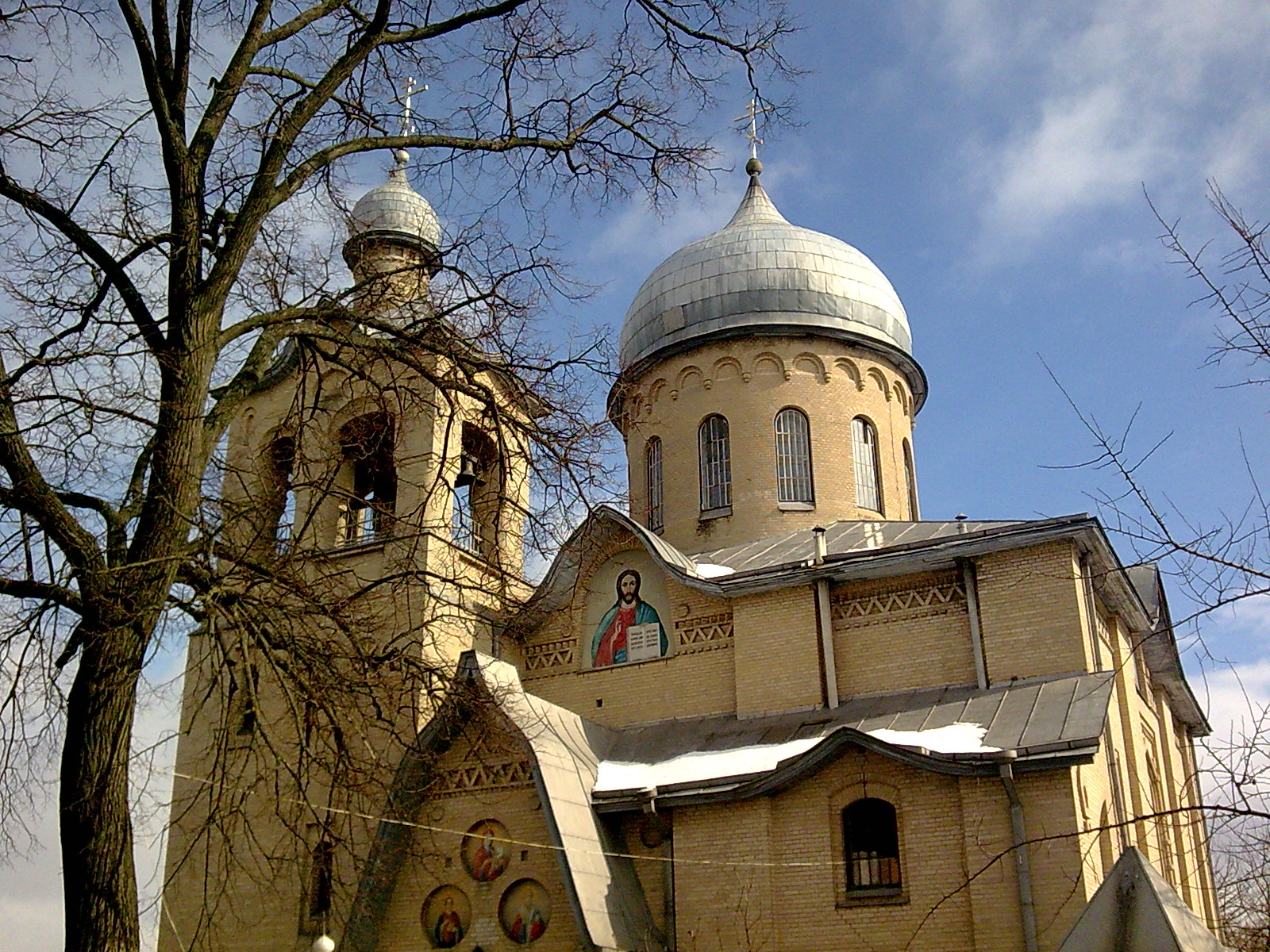